# Bredbandad fransgaffelslända
Bredbandad fransgaffelslända (Elipsocus pumilis) är en insektsart som först beskrevs av Hagen 1861.  Bredbandad fransgaffelslända ingår i släktet Elipsocus och familjen fransgaffelstövsländor. Arten är reproducerande i Sverige. Inga underarter finns listade i Catalogue of Life.